# 1071
| [ Edytuj tabelę ]          |                                                            |
| Książę Polski              | - 1058 Bolesław II Szczodry 1076                           |
| Król Angkoru               | - 1066 Harszawarman III 1080                               |
| Król Anglii                | - 1066 Wilhelm Zdobywca 1087                               |
| Król Aragonii i Nawarry    | - 1063 Sancho Ramírez 1094                                 |
| Hrabia Barcelony           | - 1035 Rajmund Berengar I 1076                             |
| Książę Bawarii             | - 1070 Welf I 1077                                         |
| Książę Burgundii           | - 1032 Robert I 1076                                       |
| Cesarz Bizancjum           | - 1067 Roman IV Diogenes 1071 - 1071 Michał VII Dukas 1078 |
| Cesarz Chin                | - 1067 Song Shenzong 1085                                  |
| Książę Czech               | - 1061 Wratysław II 1092                                   |
| Król Danii                 | - 1047 Swen II Estrydsen 1074                              |
| Władca Egiptu              | - 1036 Al-Mustansir 1094                                   |
| Król Francji               | - 1060 Filip I 1108                                        |
| Król Gruzji                | - 1027 Bagrat IV 1072                                      |
| Hrabia Holandii            | - 1061 Dirk V 1091                                         |
| Cesarz Japonii             | - 1068 Go-Sanjō 1072                                       |
| Kalif                      | - 1031 Al-Ka’im 1075                                       |
| Król Kastylii              | - 1065 Sancho II Mocny 1072                                |
| Wielki książę Kijowa       | - 1069 Izjasław I 1073                                     |
| Patriarcha Konstantynopola | - 1064 Jan VIII Ksifilinos 1075                            |
| Władca Korei               | - 1046 Munjong 1083                                        |
| Władca Maroka              | - 1070 Jusuf ibn Taszfin 1106                              |
| Król Norwegii              | - 1066 Olaf III Pokojowy 1093                              |
| Książę Obodrzyców          | - 1066 Krut 1093                                           |
| Hrabia Palatynatu          | - 1061 Herman II Luksemburski 1085                         |
| Papież                     | - 1061 Aleksander II 1073                                  |
| Hrabia Portugalii          | - 1050 Nuno II 1071                                        |
| Książę Saksonii            | - 1059 Ordulf 1072                                         |
| Sułtan Seldżuków           | - 1063 Alp Arslan bin Chaghri 1072                         |
| Król Szkocji               | - 1058 Malcolm III 1093                                    |
| Król Szwecji               | - 1070 Hakan Ryży i Inge I Starszy 1080                    |
| Doża Wenecji               | - 1043 Domenico Contarini 1071 - 1071 Domenico Selvo 1084  |
| Król Węgier                | - 1063 Salomon 1074                                        |

Rok 1071 / MLXXI
stulecia: X wiek ~
XI wiek ~
XII wiek

lata: 1061 «
1066 «
1067 «
1068 «
1069 «
1070 «
1071
» 1072
» 1073
» 1074
» 1075
» 1076
» 1081

## Wydarzenia w Polsce
- Zjazd w Miśni. Henryk IV nakazał Bolesławowi II ponowić płacenie Czechom trybutu ze Śląska.

## Wydarzenia na świecie
- 22 lutego – hrabia Flandrii Robert I pokonał swego kuzyna Arnulfa III w bitwie pod Cassel.
- 15 kwietnia – Robert Guiscard po trzyletnim oblężeniu zdobył Bari, stolicę bizantyjskiej Italii. Zdobycie przez Normanów Bari ostatecznie położyło kres bizantyjskiemu panowaniu w południowej Italii.
- 19 lub 26 sierpnia – cesarz bizantyjski Roman IV Diogenes został w bitwie pod Manzikertem pokonany i wzięty do niewoli przez armię seldżucką pod wodzą Alp Arslana.

- Normanowie dowodzeni przez Reoberta Guiscarda zdobyli Bari, ostatnią posiadłość bizantyjską na Półwyspie Apenińskim.
- Król Chorwacji Piotr Krzesimir IV włączył Dalmację do swego państwa.
- bunt inspirowany przez wołchwów, m.in. w Nowogrodzie.